# Гуринович Ігор Миколайович
Ігор Миколайович Гуринович (біл. Ігар Мікалаявіч Гурыновіч; нар. 5 березня 1960, Мінськ) — радянський та білоруський футболіст, що грав на позиції нападника. Майстер спорту СРСР міжнародного класу (1980).
Насамперед відомий виступами за «Динамо» (Мінськ), а також національну збірну Білорусі.

## Клубна кар'єра
У дорослому футболі дебютував 1978 року виступами за команду клубу «Динамо» (Мінськ), в якій провів дев'ять років, взявши участь у 213 матчах чемпіонату. З білоруським клубом став чемпіоном СРСР у 1982 році — це стало єдиною перемогою клубу в чемпіонатах СРСР. Більшість часу, проведеного у складі мінського «Динамо», був основним гравцем атакувальної ланки команди.
1988 року Гуринович відправився до столичного «Локомотива», але не зміг заграти і того ж року повернувся назад в Динамо.
В 90-х роках виступав за низку європейських клубів, проте в жодному з них надовго не затримувався.
Завершив професійну ігрову кар'єру у клубі «Атака» (Мінськ), за яку виступав протягом 1995–1996 років.

## Виступи за збірні
Залучався до складу молодіжної збірної СРСР, 1976 року став в її складі молодіжним чемпіоном Європи. 1979 року став срібним призером юніорського чемпіонату світу (до 20 років). Виступав також за збірну Білорусі в 1994 — 1995 роках.
28 березня 1984 року провів перший і єдиний матчах у складі національної збірної СРСР.
У 1994–1995 роках провів ще три матчі за національну збірну Білорусі і забив один гол.

## Досягнення

### Командні
- Чемпіон Європи (U-21): 1980
- Чемпіон Європи (U-18): 1978
- Віце-чемпіон світу серед молодіжних команд (до 20 років) : 1979
- чемпіон СРСР: 1982
- Бронзовий призер чемпіонату СРСР: 1983
- Фіналіст Кубка СРСР: 1986/87

### Особисті
- № 1 в списку 33 найкращих футболістів сезону в СРСР: 1982, 1983
- Майстер спорту СРСР міжнародного класу: 1980

## Статистика виступів

### Статистика виступів за збірну
| Дата       | Місто    | Господарі | Результат | Гості | Турнір           | Голи | Примітки |
| ---------- | -------- | --------- | --------- | ----- | ---------------- | ---- | -------- |
| 28/03/1984 | Ганновер | ФРН       | 2 – 1     | СРСР  | товариський матч | -    |          |
| Усього     |          | Матчів    | 1         |       | Голів            | 0    |          |

| Дата       | Місто   | Господарі | Результат | Гості    | Турнір            | Голи | Примітки |
| ---------- | ------- | --------- | --------- | -------- | ----------------- | ---- | -------- |
| 16/11/1994 | Мінськ  | Білорусь  | 0 – 4     | Норвегія | Відбір до ЧЄ 1996 | -    | 82'      |
| 29/03/1995 | Острава | Чехія     | 4 – 2     | Білорусь | Відбір до ЧЄ 1996 | 1    |          |
| 26/04/1995 | Мінськ  | Білорусь  | 1 – 1     | Мальта   | Відбір до ЧЄ 1996 | -    |          |
| Усього     |         | Матчів    | 3         |          | Голів             | 1    |          |